# Julien Leclercq (director)
Julien Leclercq  {{{2}}} (?·pàg.) és un director de cinema, productor de cinema i guionista francès, nascut el 7 d'agost de 1979 a Somain, al nord de França.

## Carrera
L'any 2004 va escriure i dirigir el seu primer curtmetratge, Transit, de producció pròpia i protagonitzat per Pierre Richard, Caroline Cellier i Philippe Nahon en un univers retrofuturista poblat d'éssers de carn i metall. Aleshores va ser observat pel productor Franck Chorot i Gaumont. Així doncs, l'estudi li va destinar un pressupost de 8,7 milions d'euros per al seu primer llargmetratge, Chrysalis. Albert Dupontel interpreta un tinent de policia que busca l'assassí de la seva dona, a París el 2025.
Després va abandonar la ciència-ficció però per un projecte igualment ambiciós: L'Assaut. Estrenada el 2011, la pel·lícula torna a la crisi dels ostatges del vol 8969 d'Air France. Principalment dirigeix Vincent Elbaz i Grégori Derangère.
El 2013 es va estrenar el seu tercer llargmetratge, Gibraltar, inspirat en la vida de Marc Fievet i protagonitzat per Gilles Lellouche i Tahar Rahim.
El 2015, va dirigir el clip Comme Gucci Mane de Kaaris. El raper apareix a la seva propera pel·lícula, Braqueurs, al costat de Sami Bouajila i Guillaume Gouix.
Després va dirigir Jean-Claude Van Damme a Lukas, estrenada el 2018.
El 2020, va filmar l'adaptació de la seva pel·lícula Braqueurs com a sèrie per a Netflix, Braqueurs de sis episodis, i es va emetre a partir del setembre de 2021.
Des de fa uns quants anys, intenta muntar una pel·lícula biogràfica sobre Alain Prost, interpretat per Guillaume Gouix].

## Filmografia

### Director
- 2004 : Transit (curtmetratge) (també guionista)
- 2007 : Chrysalis (també guionista)
- 2011 : L'Assaut (també guionista)
- 2013 : Gibraltar
- 2016 : Braqueurs (també guionista)
- 2018 : Lukas
- 2020 : La Terre et le Sang
- 2021 : Sentinelle
- 2021 : Braqueurs (sèrie de televisió) - 6 épisodes
- 2024 : Le Salaire de la peur (també guionista)

### Productor
- 2004 : Transit (curtmetratge) d'ell mateix
- 2011 : L'Assaut d'ell mateix
- 2015 : L'Affaire SK1 de Frédéric Tellier
- 2016 : Braqueurs d'ell mateix
- 2018 : A Bluebird in My Heart de Jérémie Guez
- 2018 : Budapest de Xavier Gens
- 2018 : Lukas d'ell mateix
- 2021 : Braqueurs (sèrie de televisió) - 6 episodis
- 2024 : Le Salaire de la peur